# فانديلا هيبي
فانديلا هيبي (بالسويدية: Wendela Hebbe، واسمها الأصلي فانديلا أُسترم Wendela Åström) صحفيّة سويدية وكاتبة وصاحبة صالون أدبي، وتعد أول امرأة صحفيّة توظّف بشكل دائم في صحيفة سويدية. كان لها مكان مميز في الدوائر الأدبية في السويد في منتصف القرن التاسع عشر، وكانت نموذجا مثيرا للجدل للمرأة المتحررة.

## حياتها
كانت فانديلا هيبي الكبرى بين شقيقات ثلاث لأندرياس سامويل أستراند (وهو كاهن أبرشية) وماريا لوند. كان والدها مطلعا أدبيا وثقافيا وربى بناته على شاكلته. فكان يشجعها وهي طفلة على القراءة والإطلاع على الموسيقى والفن والأدب. وظهرت عليها علامات الموهبة في الموسيقى والأدب فكانت توصف ب«الآنسة المحبة للاطلاع» (بالسويدية: Fröken Frågvis). كان إسياس تنغر أحد معارف والدها وتقدم لخطبتها عدة مرات منذ شبابها وحتى بعد زواجها، وكتب لها العديد من القصائد الشعرية. إلا أن هيبي رفضت عرضه وأبقت على علاقة الصداقة معه.
في عام 1832 تزوجت من المحامي والكاتب كليمنز هيبي (1804 - 1893) وأنجبا معا ثلاث بنات. إلا أن زوجها أفلس عام 1839 واضطرّ للهروب من البلاد، ففرّ بداية إلى إنجلترا ثم هاجر إلى الولايات المتحدة تاركا هيبي وحيدة لتتدبر أمرها وأمر بناته. انتقلت هيبي بعده إلى يونشوبينغ حيث عملت مدرسة (وهي المهنة الوحيدة التي كانت مقبولة اجتماعيا للنساء) كما كانت تعطي دروسا في الموسيقى والغناء والرسم. لكن عملها هذا بالكاد كان يسد رمقها.

## عملها كصحفيّة
في عام 1841 نشر لارس يوهان هيارتا، رئيس تحرير الصحيفة الراديكالية أفتونبلاديت، روايتها الأولى «أرابيلا». وفي العام نفسه، عُينت هيبي في نفس الصحيفة، لكنها لم تحصل على وظيفة دائمة فيها حتى عام 1844.
عادة ما يشار إلى فانديلا هيبي بأنها أول امرأة صحفية في السويد. فبالرغم من مساهمة النساء كتابة وتحريرا في الصحافة السويدية -على الغالب تحت أسماء مستعارة- منذ زمن مارغاريتا موما عام 1738 على الأقل، إلا أن هيبي كانت رائدة في المهنة كونها أول صحفية بوظيفة دائمة في صحيفة سويدية. فالصحافة السويدية لم تبدأ بتعيين صحفيين متفرغين حتى منتصف القرن التاسع عشر، واسم فانديلا هيبي هو أول اسم لامرأة يظهر في سجلات الموظفين في أي صحيفة سويدية، حيث يظهر اسمها كموظفة في صحيفة أفتونبلاديت بين عامي 1844 و1851، تليها ماري صوفي شوارتز في صحيفة «سفينسكا تدناينغن داغلي ألاهاندا».
عينت هيبي مترجمة ومحررة للقسم الثقافي في الصحيفة الذي كان يغطي الثقافة والموسيقى والأدب. فكانت تقدم تحليلات لروايات وحفلات وعروض أوبرا وعروض مسرحية. وعرف عنها استخدام قسمها لتقدم مؤلفين جدد كانت تنشر رواياتهم على شكل حلقات.
وبعيدا عن نشاطها الثقافي، كانت هيبي نشطة كمراسلة اجتماعية، بل لعلها كانت أول من قدّم الصحافة الاجتماعية إلى السويد. وكانت تشاطر صحيفتها (أفتونبلاديت) الأفكار الليبرالية والإنسانية في ذلك الوقت. وكونها امرأة أعطاها دورا مناسبا لتطرح أسئلة «رقيقة» حول مواضيع مثل المعاناة الاجتماعية للفقراء. وقد التفتت إليها الأنظار بعد أول تقرير اجتماعي لها بعنوان «زيارة الأسقف» (بالسويدية: Biskopens besök) عام 1834، وهي مقالة كان لها دور في النقاش الدائر في السويد في ذلك الوقت حول الفروقات الطبقية. وهكذا، ولمرات عديدة، كان لمقالاتها عن غياب العدالة الاجتماعية دورا في لفت الانتباه إلى نواحٍ تحتاج إلى الإصلاح وفي مساعدة أناس بحاجة للمساعدة.

## حياتها الأدبية
تقاعدت فانديلا هيبي من الصحافة عام 1851 لتركز على عملها كروائية. كانت قد ابتدأت في هذا المجال من خلال رواية «أرابيلا» والتي كانت رواية غرامية تقليدية، لكنها اتجهت في رواياتها التالية إلى نمط أكثر واقعية. ركزت في رواياتها على الحبكة أكثر من الأشخاص وكانت معاصرة لزمنها بشكل قوي وضمّنت رسائل نقد اجتماعي فيها. يذكر أنها كانت متأثرة بديكنز والأدب البريطاني في القرن الثامن عشر بشكل عام. وتعدّ رواية «العرائس» أكثر روايتها شهرة حيث يشار إليها بأنها أول «رواية للفتيات» في السويد. وبشكل عام، اعتبرت هيبي روائية موهوبة لكنها تقليدية وليست مبدعة، وكان نجاحها في مجال الرواية متواضعا.
لاقت هيبي نجاحا أكبر كمؤلفة أغاني وأشعار للأطفال والمراهقين. كانت أشعارها للأطفال متأثرة بطفولتها الوادعة والسعيدة في سمولاند حيث صورت ألعاب الأطفال وأهازيجهم والفلكلور الشعبي. ونالت أغنيتاها «عاليا على قمم الجبال» (Högt deruppe mellan fjällen) و«لينيان» (Linnean) رواجا واسعا.
بالإضافة إلى أعمالها الشخصية، قدّمت هيبي مساهمة تاريخية قيّمة بجمعها للتقاليد والقصص والأغاني الفلكلورية.

## حياتها الخاصة
كانت لهيبي علاقة طويلة مع لارس يوهان هيارتا. وقد شاع هذا الأمر عنها حتى أصبح يتندر في الصحف والإشاعات بأن ما وصلت إليه مهنيا كان نتيجة المحسوبية. ولم يكن باستطاعتهما (هيبي وهيارتا) أن يتزوجا لأنهما كانا متزوجين، فزواج هيبي من زوجها المقيم في المنفى لم يُحلّ حتى عام 1864. وقد أنجبا من علاقتهما ابنا، اسمه إدوارد، عام 1852. وفي تلك الحقبة، كان من الصعب على أي امرأة، حتى لو كانت باستقلالية هيبي، أن تقرّ بانجابها طفلا خارج العلاقة الزوجية. فقامت بإنجاب إدوار بسرية خلال رحلة إلى فرنسا. وأبقت أمره سراً، فكان يقضي بعض الوقت مع أبيه بزعم أنه ابنه بالتبني كما كان يقضي معها بعض الوقت من حين لآخر. وفي نهاية الأمر، استقر إدوار في ألمانيا، حيث عرف باسم إدوار فوتسمان (1852 - 1927) وأنجب ثلاث بنات منهن الرسامة مولي فوتسمان (1883 - 1966).
كانت فانديلا هيبي شخصية محورية في النخبة الراديكالية في ستوكهولم خصوصا في الأربعينات والخمسينات من القرن التاسع عشر. وقد أقامت صالونا أدبيا وموسيقيا أصبح مركزا للأدباء الليبراليين والفنانين الذين كانوا يلتقون ليقرؤا أدبهم ويعزفوا موسيقاهم وليتناقشوا. وكان من بين روّاد صالونها يوهان يولن وغونار ألوف هايلتن-كافليس، بالإضافة إلى ماغنوس جاكوب كروسنتولوب التي ساندته في كفاحه من أجل حرية التعبير. وكان من أصدقائها المقربين كارل يوناس لوف ألمكويست، الذي أعجبت بأعماله وشاركته اهتمامه بالنقد الاجتماعي ودعمته أثناء فضيحته عام 1851 (حيث اتهم بقتل مرابي يدين له بمبلغ كبير من المال، فرّ على إثرها إلى الولايات المتحدة). وتذكر ابنتها، ساين هيبي (مغنية الأوبرا الشهيرة والتي كانت والدتها تصاحبها في جولاتها في أوروبا)، أن والدتها لعبت دورا مهما في الأعمال التي ألفها ألمكويست، خصوصا الأغاني، حيث كان يستشيرها وكانت تساعده بأعمال السكرتاريا. تروي ابنتها فتقول:
في الأربعينات، الفترة التي أكمل [ألمكويست] فيها كثيرا من أعماله، كان ألمكويست يعرض اللحن الذي يراه على البيانو. وكانت [هيبي] كذلك تساعد في عرض مؤلفاته الجديدة على دائرة أصدقائهم بصوتها العذب.
وقد احتفى بها ألمكويست بمقطوعة على البيانو بعنوان «خصلات فانديلا الداكنة» (بالسويدية: Vendelas mörka lockar). وبالرغم من نفي ابنتها، ساين، أي علاقة غرامية بين الاثنين، إلا أن ما وصلنا من المراسلات وتصرفات ألمكويست يشيران إلى تعدّ علاقتهما الصداقة.
أصبح صالون هيبي جزء مهما من الحياة الأدبية في ستوكهولم وعدّ محطة حيوية للكتّاب الزائرين للمدينة (كما فعل شاعر فنلندا الوطني يوهان لوديغ رونبرغ عام 1851). واستمر منزلها مركزا للقاء حتى أثناء مرضها الذي أقعدها عن الحركة عام 1878.
بالرغم من أن فانديلا هيبي لم تشارك شخصيا في نشاطات تمكين وتحرير المرأة، إلا أنها كانت من أوّل النماذج لهذا التحرر والتمكين من خلال استقلاليتها وأسلوب حياتها المثير للجدل. قال عنها الراهب غوستا لندستورم (1905 - 1991):
ككاتبة فقط، ليس لهيبي مكانة كبيرة في تاريخنا. أما كقوة جامعة وملهمة للحياة الثقافية السويدية في القرن التاسع عشر، فيستحق ذكراها أن يخلّد. بالإضافة إلى هذا، فكونها من الأمثلة الرائدة لتمكين المرأة في أمتنا، فقد استحقت مكانتها كإحدى أبرز النساء السويديات في قرنها. وبالرغم من تجسّد المثاليات الأنثوية العاطفية للعصر الرومانسي لديها، إلا أنها استطاعت موازنة ذلك مع ذكائها وواقعيتها.
كما وصفتها الكاتبة والصحفيّة يان جيرنانت-كلاين (1862 - 1944) بقولها:
حول كينونتها غير المادية كان هناك جوّ يصعب وصفه من النقاء الروحي، وطهارة الروح، التي نجد في أكثر الأمور التي نعظمها في الحياة. فلم تكن تستطيع أن تقترب منها كثيرا ولم يكن ذلك ضروريا، فقد كانت السعادة تأتيك من بعيد من هذا النبل الروحاني داخل هذا القالب الهش والرقيق.

## أثرها
في عام 1983، أُسست رابطة أصدقاء فانديلا (بالسويدية: Wendelas Vänner) للحفاظ على ذكراها. تعتني الرابطة بالبيت الصيفي لهيبي في سودرتاليا، الذي أعطاها إياه هايرتا عام 1863، وحولته إلى متحف. وفي نفس المدينة هناك مدرسة ذات توجه فني باسمها (Wendela Hebbegymnasiet).

## أعمالها
| السنة | نوع العمل            | اسم العمل (بالعربية) | اسم العمل (بالسويدية)            |
| ----- | -------------------- | -------------------- | -------------------------------- |
| 1841  | رواية                | أرابيلا              | Arabella                         |
| 1845  | شعر                  | كتاب أشعار لليافعين  | Svenska skaldestycken för ungdom |
| 1846  | تقرير                | زوجة رجل عامل        | Arbetkarlens hustru              |
| 1846  | رواية (أشهر أعمالها) | العرائس              | Brudarne                         |
| 1850  | تقرير                | عائلة فقيرة          | En fattig familj                 |
| 1851  | رواية                | الشقيقان التوأم      | Tvillingbrodern                  |
| 1852  | رواية                | صيادوا الثروة        | Lycksökarna                      |
| 1858  | مسرحية               | دالكولان             | Dalkullan                        |
| 1871  | كتاب للأطفال         | في الغابة            | I Skogen                         |
| 1877  | كتاب للأطفال         | ما بين الغيلان       | Bland trollen                    |
| 1877  | رواية                | تحت الشجرة المعلّقة   | Under hängranarne                |